# Eincheville
Eincheville – miejscowość i gmina we Francji, w regionie Grand Est, w departamencie Mozela.
Według danych na rok 1990 gminę zamieszkiwały 192 osoby, a gęstość zaludnienia wynosiła 28 osób/km² (wśród 2335 gmin Lotaryngii Eincheville plasuje się na 853. miejscu pod względem liczby ludności, natomiast pod względem powierzchni na miejscu 845.).